# Polyura centralis
Polyura centralis är en fjärilsart som beskrevs av Rothschild 1889. Polyura centralis ingår i släktet Polyura och familjen praktfjärilar. Inga underarter finns listade i Catalogue of Life.